# José Águas
José Águas (Luanda, 1930. november 9. – Lisszabon, 2000. december 10.)  portugál válogatott labdarúgó, csatár, edző.

## Pályafutása

### Klubcsapatban
Az angolai Lusitano Lobito csapatában kezdett el futballozni. 1950-ben igazolt a portugál élvonalbeli Benfica csapatához; a lisszaboni klubban 1950 és 1963 között kétszáznyolcvanegy bajnoki mérkőzésen lépett pályára, ötször nyert portugál bajnokságot, hétszer portugál kupát, valamint kétszer Bajnokcsapatok Európa-kupáját. 1961-ben ő lett a BEK gólkirálya. Az 1963–1964-es osztrák labdarúgó-bajnokságban hét mérkőzésen lépett pályára az Austria Wien csapatában.

### A válogatottban
1952 és 1962 között huszonöt alkalommal szerepelt a portugál válogatottban.

### Edzőként
A hatvanas évek második felében vezetőedzője volt a Marítimo, az Atlético és a Leixões csapatainak; az Atléticóval 1968-ban bajnok lett a portugál másodosztályban.

## Sikerei, díjai

### Játékosként
- SL Benfica
  - Portugál bajnok (5): 1954–55, 1956–57, 1959–60, 1960–61, 1962–63
  - Portugál kupagyőztes (7): 1950–51, 1951–52, 1952–53, 1954–55, 1956–57, 1958–59, 1961–62
  - Bajnokcsapatok Európa-kupája (2): 1960–61, 1961–62
- Egyéni
  - Portugál gólkirály (5): 1951–52, 1955–56, 1956–57, 1958–59, 1960–61
  - Portugál kupa gólkirály (4): 1950–51, 1952–53, 1954–55, 1957–58
  - Bajnokcsapatok Európa-kupája gólkirály (1): 1960–61 (11 gól)

### Edzőként
- Atlético
  - Portugál másodosztályú bajnok: 1967–1968

## Magánélete
Fia, Rui, szintén gólkirály lett a Bajnokcsapatok Európa-kupájában és a portugál élvonalban, valamint szerepelt a Benfica és a portugál válogatottban. Lánya, Helena Maria, popénekes.